# Turquía en los Juegos Olímpicos de Calgary 1988
Turquía estuvo representada en los Juegos Olímpicos de Calgary 1988 por ocho deportistas masculinos que compitieron en dos deportes.
El portador de la bandera en la ceremonia de apertura fue el esquiador de fondo Abdullah Yılmaz. El equipo olímpico turco no obtuvo ninguna medalla en estos Juegos.